# Maddalena Musumeci
Maddalena Musumeci (* 26. März 1976 in Catania) ist eine ehemalige italienische Wasserballspielerin. Sie gewann eine olympische Goldmedaille. Bei Weltmeisterschaften erkämpfte sie zweimal Gold und einmal Silber. Hinzu kamen vier Goldmedaillen sowie zwei Silbermedaillen bei Europameisterschaften.

## Karriere
Die 1,70 Meter große Centerspielerin spielte überwiegend bei Orizzonte Catania und gewann zwischen 1994 und 2009 zehn italienische Meistertitel.
Ihr erstes großes Turnier mit der Nationalmannschaft war die Europameisterschaft in Wien, bei der eine mehrjährige Siegesserie der Italienerinnen begann. In Wien gewannen die Italienerinnen im Halbfinale mit 8:4 gegen die Griechinnen und im Finale mit 7:5 gegen die Ungarinnen. Zwei Jahre später bei der Europameisterschaft 1997 in Sevilla bezwangen die Italienerinnen im Halbfinale die Niederländerinnen erst in der Nachspielzeit. Im Finale besiegten sie die Russinnen mit 6:5. Anfang 1998 bei der Weltmeisterschaft in Perth gewannen die Italienerinnen im Halbfinale gegen die australischen Gastgeberinnen erst nach zwei Verlängerungen, das Endspiel gegen die Niederländerinnen entschieden die Italienerinnen mit 7:6 für sich. Musumeci warf in der Vorrundenpartie gegen Kasachstan drei Tore. 1999 bei der Europameisterschaft in Prato siegten die Italienerinnen im Halbfinale mit 6:5 gegen die Ungarinnen und im Finale nach zwei Verlängerungen mit 10:9 gegen die Niederländerinnen. Die Siegesserie der Italienerinnen riss beim Qualifikationsturnier für die olympische Premiere des Frauen-Wasserballs 2000 in Sydney. Die Italienerinnen belegten den vierten Platz, nur die ersten beiden Teams durften in Sydney antreten.
Bei der Europameisterschaft 2001 in Budapest gewannen die Italienerinnen im Halbfinale gegen die Griechinnen mit 7:1. Im Endspiel unterlagen sie den ungarischen Gastgeberinnen mit 8:10. Einen Monat später bei der Weltmeisterschaft in Fukuoka bezwangen die Italienerinnen im Halbfinale die Mannschaft aus den Vereinigten Staaten mit 8:6. Im Endspiel gegen die Ungarinnen siegten die Italienerinnen mit 7:3. Zwei Jahre später bei der Europameisterschaft 2003 in Slowenien siegten die Italienerinnen im Halbfinale mit 7:5 gegen die Niederländerinnen. Das Endspiel entschieden die Italienerinnen mit 6:5 gegen die Ungarinnen. Wie 2001 wurde auch die Weltmeisterschaft 2003 in Barcelona etwa einen Monat nach der Europameisterschaft ausgetragen. Nach einem 5:2 im Halbfinale gegen die Kanadierinnen verloren die Italienerinnen das Finale mit 6:8 gegen das US-Team.
2004 beim olympischen Wasserballturnier in Athen unterlagen die Italienerinnen in der Vorrunde den Australierinnen mit 5:6 und trafen dann im Viertelfinale auf die Ungarinnen, die Dritten der anderen Vorrundengruppe. Nach dem 8:5-Sieg folgte im Halbfinale ein 6:5 gegen die Weltmeisterinnen aus den Vereinigten Staaten. Im Finale bezwangen die Italienerinnen die Griechinnen erst nach Verlängerung mit 10:9. Musumeci war in allen sechs Spielen dabei und warf zwei Turniertore. 2005 bei der Weltmeisterschaft in Montreal belegte die italienische Mannschaft den siebten Platz. Bei der Europameisterschaft 2006 bezwangen die Italienerinnen im Halbfinale die Spanierinnen mit 15:10. Im Finale unterlagen sie den Russinnen mit 10:12. Im Jahr darauf bei der Weltmeisterschaft in Melbourne unterlagen die Italienerinnen im Viertelfinale den Gastgeberinnen mit 8:12 und belegten in den Platzierungsspielen den fünften Rang. Bei den Olympischen Spielen 2008 in Peking unterlagen die Italienerinnen im Viertelfinale den Niederländerinnen mit 11:13 und belegten letztlich den sechsten Platz. Musumeci war in allen fünf Spielen dabei, erzielte aber keinen Treffer.